# Biblioteca Marciana
Biblioteca Marciana ali Knjižnica svetega Marka (ital. Biblioteca Marciana, vendar se v zgodovinskih dokumentih običajno imenuje Libreria pubblica di san Marco) je javna knjižnica v Benetkah v Italiji. Je ena najzgodnejših ohranjenih javnih knjižnic in arhiv rokopisov v Italiji in hrani eno najpomembnejših svetovnih zbirk klasičnih besedil. Ime je dobila po evangelistu svetem Marku, zavetniku mesta.
Knjižnica je bila ustanovljena leta 1468, ko je humanistični učenjak kardinal Ivan Bessarion, škof Tusculuma in naslovni latinski patriarh v Konstantinoplu, podaril svojo zbirko grških in latinskih rokopisov Beneški republiki z določitvijo, da se ustanovi knjižnica javnega značaja. Zbirka je bila rezultat Bessarionovih vztrajnih prizadevanj, da bi našel redke rokopise po vsej Grčiji in Italiji ter jih nato pridobil ali kopiral kot sredstvo za ohranjanje spisov klasičnih grških avtorjev in literature Bizanca po padcu Konstantinopla leta 1453. Njegova izbira Benetk je bila predvsem posledica velike skupnosti grških beguncev v mestu in njegovih zgodovinskih vezi z Bizantinskim cesarstvom. Beneška vlada je bila počasna v desetletjih razprav in neodločnosti, zaradi vrste vojaških spopadov v poznem 15. in začetku 16. stoletja in posledičnega ozračja politične negotovosti, vendar je spoštovala svojo zavezo, da bodo rokopise primerno shranili. Knjižnica je bila končno zgrajena v obdobju okrevanja kot del obsežnega programa urbane prenove, katerega cilj je poveličevati republiko skozi arhitekturo in potrditi njen mednarodni ugled kot središče modrosti in učenja.
Prvotna knjižnica stoji na trgu svetega Marka, nekdanjem vladnem središču Benetk, z dolgo fasado, ki gleda na Doževo palačo. Zgrajena med letoma 1537 in 1588, velja za mojstrovino arhitekta Jacopa Sansovina in za ključno delo v beneški renesančni arhitekturi. Renesančni arhitekt Andrea Palladio jo je opisal kot »morda najbogatejšo in najbolj okrašeno stavbo, kar jih obstaja od antičnih časov do danes« (il più ricco ed ornato edificio che forse sia stato da gli Antichi in qua). Umetnostni zgodovinar Jacob Burckhardt jo je označil za »najveličastnejšo posvetno italijansko stavbo« (das prächtigste profane Gebäude Italiens)  in Frederick Hartt jo je označil za »eno najbolj zadovoljivih struktur v italijanski arhitekturni zgodovini«. Knjižnica je pomembna tudi za umetnost, saj hrani številna dela velikih slikarjev Benetk iz 16. stoletja, zaradi česar je izčrpen spomenik beneškemu manierizmu.
Danes se stavba običajno imenuje Libreria sansoviniana in je večinoma muzej. Od leta 1904 so pisarne knjižnice, čitalnice in večina zbirke nastanjeni v sosednji Zecci, nekdanji kovnici Beneške republike. Knjižnica je zdaj uradno znana kot Biblioteca nazionale Marciana. Je edina uradna institucija, ki jo je ustanovila beneška republikanska vlada, ki je preživela in še naprej deluje.

## Zgodovinsko ozadje
Stolnične in samostanske knjižnice so bile v srednjem veku glavna središča študija in učenja po vsej Italiji. Toda v 15. stoletju je humanistični poudarek na poznavanju klasičnega sveta, ki je bistvenega pomena za oblikovanje renesančnega človeka, privedel do množice dvornih knjižnic, pod pokroviteljstvom knežjih vladarjev, od katerih so nekatere zagotavljale določeno stopnjo javnega dostopa. V Benetkah je bil prvi poskus ustanovitve javne knjižnice, ki bi posnemala velike antične knjižnice, neuspešen, saj je bila Petrarkova osebna zbirka rokopisov, podarjena republiki leta 1362, ob njegovi smrti razpršena.
Leta 1468 je bizantinski humanist in učenjak kardinal Bessarion podaril svojo zbirko 482 grških in 264 latinskih kodeksov Beneški republiki, in določil, da se ustanovi javna knjižnica, ki bo zagotovila njihovo ohranjanje za prihodnje generacije in dostopnost za učenjake. Uradno pismo o donaciji z dne 31. maja 1468 in naslovljeno na doža Cristofora Mora (v službi 1462–1471) in senat pripoveduje, da se je po padcu Konstantinopla leta 1453 in njegovem opustošenju od Turkov, Bessarion goreče lotil naloge, da pridobi redka in pomembna dela antične Grčije in Bizanca ter jih doda svoji obstoječi zbirki, da bi preprečil nadaljnjo razpršitev in popolno izgubo grške kulture. Kardinalova želja, ko je rokopise ponudil Benetkam, je bila, da bi jih bilo treba ustrezno shraniti v mestu, kamor je pobegnilo veliko grških beguncev in za katerega je sam začel razmišljati o "drugem Bizancu" (alterum Byzantium).
Bessarionov prvi stik z Benetkami je bil leta 1438, ko je kot novo posvečeni metropolit v Nikeji prispel z bizantinsko delegacijo na Florentinski koncil, katerega cilj je bil pozdraviti razkol med katoliško in pravoslavno cerkvijo in združiti krščanstvo proti osmanskim Turkom. Njegova potovanja kot odposlanec papeža Pija II. v Nemčijo  so ga na kratko spet pripeljala v mesto v letih 1460 in 1461. 20. decembra 1461 je bil med drugim bivanjem sprejet med beneško aristokracijo s sedežem v Velikem svetu.
Leta 1463 se je Bessarion vrnil v Benetke kot papeški legat, zadolžen za pogajanja o sodelovanju republike v križarski vojni za osvoboditev Konstantinopla pred Turki. V času tega daljšega bivanja (1463–1464) je kardinal bival in študiral v benediktinskem samostanu San Giorgio Maggiore, v samostan pa je sprva namenil svoje grške kodekse, ki naj bi bili poslani po njegovi smrti. Toda pod vplivom humanista Paola Morosinija in njegovega bratranca Pietra, beneškega veleposlanika v Rimu, je Bessarion leta 1467 s papeško privolitvijo razveljavil pravni akt o darovanju, navajajoč težave, ki bi jih bralci imeli pri doseganju samostana, ki stoji na ločenem otoku.  Naslednje leto je Bessarion namesto tega objavil namero, da bo svojo celotno osebno knjižnico, tako grški kot latinski kodeks, zapustil Beneški republiki s takojšnjim učinkom.
Pietro Morosini je 28. junija 1468 v imenu republike prevzel zakonito posest Bessarionove knjižnice v Rimu. Zapuščina je vsebovala 466 kodeksov, ki so bili naslednje leto prepeljani v Benetke v zabojih. K tej začetni pošiljki je bilo po Bessarionovi smrti leta 1472 dodanih več kodeksov in inkunabul. Tej prvotni dostavi je bilo po Bessarionovi smrti leta 1472 dodanih še več kodeksov in inkunabul. Ta druga pošiljka, ki jo je leta 1474 uredil Federico da Montefeltro, je odšla iz Urbina, kjer je Bessarion shranil preostanek svoje knjižnice. Vsebovala je knjige, ki jih je kardinal rezerviral zase ali jih je pridobil po letu 1468.
Kljub hvaležnemu sprejemu donacije s strani beneške vlade in zavezi za ustanovitev knjižnice javnih služb so kodeksi ostali shranjeni v Doževi palači, zaupani v skrb državnemu zgodovinarju pod vodstvom prokuristov sv. Marka de supra. Malo je bilo storjeno za olajšanje dostopa, zlasti v letih spopada proti Osmanom (1463–1479), ko so bili čas in sredstva usmerjeni v vojno. Leta 1485 je potreba po zagotavljanju večjega prostora za vladne dejavnosti privedla do odločitve, da se zaboji stisnejo v manjši del palače, kjer so bili zloženi drug na drugega. Dostop je postal težji in proučevanje na kraju samem neizvedljivo. Čeprav so bili kodeksi občasno izposojeni predvsem učenim članom beneškega plemstva in akademikom, zahteva po pologu varščine ni bila vedno uveljavljena. Nekaj kodeksov je bilo pozneje odkritih v zasebnih knjižnicah ali celo v prodaji v lokalnih knjigarnah. V izjemnih okoliščinah so prepisovalci smeli kopirati rokopise za zasebne knjižnice vplivnih mecenov: med drugim je Lorenzo Medičejski Veličastni naročil kopije sedmih grških kodeksov. V tem obdobju je bilo reproduciranje rokopisov redko dovoljeno tiskarjem, ki so potrebovali delovne kopije, na katere bi lahko pisali opombe in popravljali ob vsakem tiskanju kritičnih izdaj, saj je veljalo, da bo vrednost rokopisa močno upadla, ko bo editio princeps (prva izdaja) ) objavljena. Predvsem je Aldus Manutius lahko uporabljal kodekse le omejeno za svojo založbo.
Več uglednih humanistov, med njimi Marcantonio Sabellico kot uradni zgodovinar in Bartolomeo d'Alviano, je sčasoma pozvalo vlado, naj zagotovi primernejšo lokacijo, vendar neuspešno. Politične in finančne razmere v dolgih letih italijanskih vojn so preprečile kakršen koli resen načrt za to, ne glede na izjavo senata o nameri iz leta 1515, da zgradi knjižnico. Dostop do knjižnice in same zbirke se je kljub temu izboljšala po imenovanju Andrea Navagera za uradnega zgodovinarja in gubernatorja (kustosa) zbirke. V času Navagerovega mandata (1516–1524) so učenjaki pogosteje uporabljali rokopise in prepisovalci so bili pogosteje pooblaščeni za reproduciranje kodeksov za cenjene pokrovitelje, vključno s papežem Leonom X., francoskim kraljem Francem I. in kardinalom Thomasom Wolseyjem, lordom visokega kanclerja Anglije. V tem obdobju je bilo objavljenih več edicij rokopisov, predvsem Manutijevih dedičev. Z nominacijo Pietra Bemba za gubernatorja leta 1530 in prenehanjem vojne lige Cognac istega leta so se obnovila prizadevanja za pridobivanje podpore za gradnjo knjižnice. Verjetno na pobudo Bemba, navdušenca nad klasičnimi študijami, je bila zbirka leta 1532 prenesena v zgornje nadstropje cerkve svetega Marka, vojvodsko kapelo, kjer so kodekse razpakirali in postavili na police. Istega leta je Vettore Grimani pritisnil na svoje kolege prokuriste in vztrajal, da je napočil čas za ukrepanje v skladu z dolgoletno namero republike, da zgradi javno knjižnico, v kateri bi lahko hranili Bessarionove kodekse.

## Stavba

### Gradnja
Gradnja knjižnice je bila sestavni del Renovatio urbis (obnova mesta), obsežnega arhitekturnega programa, ki se je začel pod dožem Andreo Grittijem (v pisarni 1523–1538). Program je bil namenjen povečanju samozavesti Benečanov in ponovni potrditvi mednarodnega prestiža republike po prejšnjem porazu pri Agnadellu med vojno pri Cambrai in poznejšem Bolonjskem miru, ki je odobril habsburško hegemonijo na italijanskem polotoku ob koncu vojne League of Cognac. Pod vodstvom družine Grimani je pozval k preoblikovanju trga svetega Marka iz srednjeveškega mestnega središča s prodajalci hrane, menjalnicami denarja in celo stranišči v klasičen forum. Namen je bil obuditi spomin na staro rimsko republiko in po oplenitvi Rima leta 1527 predstaviti Benetke kot pravo naslednico Rima. To bi vizualno utemeljilo beneške trditve, da sta kljub relativni izgubi političnega vpliva republike njeno dolgoživost in stabilnost zagotavljala njena ustavna struktura, sestavljena iz mešane vlade, oblikovane po vzoru klasičnih republik.
Arhitekturni program je bil monumentalnega obsega in eden najbolj ambicioznih projektov urbane prenove v Italiji v 16. stoletju. Poleg kovnice (začetek 1536) in lože zvonika sv. Marka (začetek 1538)  je šlo za zamenjavo dotrajanih stavb iz 13. stoletja, ki so se vrstile na južni strani trga in na območju pred Doževo palačo. Za to so prokuristi sv. Marka de supra 14. julija 1536 naročili Jacopu Sansovinu, svojemu proto (svetovalec arhitekt in upravnik stavb). Sansovino, begunec iz Rima, je imel neposredno znanje in razumevanje starorimskih prototipov, potrebnih za izvedbo arhitekturnega programa.
Komisija je zahtevala maketo trinadstropne stavbe, a je bil projekt korenito preoblikovan. 6. marca 1537 je bilo sklenjeno, da bo gradnja nove stavbe, ki ima zdaj le dve nadstropji, omejena na odsek neposredno pred palačo in da naj bo zgornje nadstropje rezervirano za pisarne prokuristov in knjižnico. To ne bi le izpolnilo pogojev donacije, ampak bi republiki prineslo sloves kot središče modrosti, učenja in kulture. Pomembno je, da je prejšnji odlok iz leta 1515, ki je kot primer navajal knjižnice v Rimu in Atenah, izrecno navajal, da bo popolna knjižnica z lepimi knjigami služila kot okras mestu in kot luč za vso Italijo.

#### Sansovinov nadzor (1537–ok. 1560)
Gradnja je potekala počasi. Izbrano mesto za knjižnico, čeprav v lasti vlade, je zasedlo pet gostišč (Pellegrino, Rizza, Cavaletto, Luna, Lion) in več stojnic s hrano, od katerih so mnoge imele dolgoletne pogodbene pravice. Tako je bilo treba poiskati medsebojno dogovorjeno alternativno lokacijo, vsaj tri gostišča pa so morala ostati na območju Markovega trga. Poleg tega so gostišča in trgovine zagotavljale stalen tok prihodkov od najemnin prokuristom Saint Mark de supra, magistrom, odgovornim za javne stavbe okoli trga svetega Marka. Tako je bilo treba omejiti motnje dohodka s postopno selitvijo dejavnosti, ko je stavba napredovala in je bil potreben nov prostor za nadaljevanje.
Trgovine s kruhom in del gostišča Pellegrino, ki meji na zvonik, so porušili v začetku leta 1537. Toda namesto da bi ponovno uporabil obstoječe temelje, je Sansovino zgradil knjižnico ločeno, tako da je zvonik postal samostoječa struktura in preoblikoval trg svetega Marka v trapez. Namen tega je bil dati večji vizualni pomen cerkvi svetega Marka, ki stoji na vzhodni strani.
Zaradi pomanjkanja sredstev so bila po osmansko-beneški vojni (1537–1540) dela prekinjena, vendar so se nadaljevala leta 1543. Naslednje leto, 1544, je bil preostanek gostišča Pellegrino podrt, nato pa še Rizza. 18. decembra 1545 se je podrl težki zidani obok. V kasnejši preiskavi je Sansovino trdil, da so delavci predčasno odstranili začasne lesene podpore, preden se je beton strdil in da je galeja v kotlini svetega Marka, ki je izstrelila svoj top kot pozdrav, pretresla stavbo. Kljub temu je bil arhitekt obsojen na osebno povračilo stroškov škode, kar mu je vzelo 20 let. Nadalje so bila njegova plačila začasno do leta 1547 prekinjena. Zaradi propada je bila zasnova spremenjena s popravkom. lažja lesena konstrukcija za podporo strehi.
V naslednjih letih so prokuristi povečali financiranje z zadolževanjem pri skrbniških skladih, izterjanjem neplačanih najemnin, prodajo nedonosnih deležev in črpanjem obresti iz državnih obveznic. Delo je nato potekalo hitro. Gostilna Cavaletto je bila preseljena leta 1550. Sledilo je rušenje Lune. Do leta 1552 je bilo dokončanih vsaj sedem obočnih pol, ki ustrezajo čitalnici. Spominska plošča v sosednjem preddverju, ki ustreza naslednjim trem polam, nosi datum beneškega leta 1133 (tj. 1554), znak, da je konec gradnje že veljal za neizbežen. Do takrat je bilo zgrajenih štirinajst obočnih pol.  Zaradi težav pri iskanju primerne nadomestne lokacije pa je bilo šele leta 1556 prestavljeno zadnje gostišče, Lion, kar je omogočilo, da je stavba dosegla šestnajsto polo v skladu s stranskim vhodom kovnice. Za njim je stala osrednja mesna tržnica. To je bil prokuristom pomemben vir prihodkov od najemnin in gradnja je bila ustavljena. Delo na notranjem okrasju se je nadaljevalo do približno leta 1560. Čeprav je bilo pet let pozneje odločeno, da se mesni trg preseli in gradnja nadaljuje, ni bilo več ukrepanja in leta 1570 je Sansovino umrl.

#### Scamozzijev nadzor (1582–1588)
Mesni trg je bil porušen leta 1581. Naslednje leto je bil Vincenzo Scamozzi izbran za nadzor gradnje zadnjih petih obočnih pol, ki je nadaljeval Sansovinovo zasnovo fasade. S tem se je stavba spustila na nabrežje kotline svetega Marka in se uskladila z glavno fasado kovnice. Scamozzi je dodal kronane kipe in obeliske. Ker prvotni Sansovinovi načrti niso ohranjeni, ni znano, ali je arhitekt nameraval, da bi knjižnica dosegla končno dolžino enaindvajsetih pol. Scamozzijeva negativna pripomba o stičišču knjižnice z kovnico je nekatere arhitekturne zgodovinarje navedla, da trdijo, da Sansovino tega rezultata ni mogel namenoma zasnovati. Vendar arhivske raziskave ter tehnične in estetske ocene niso bile dokončne.
V času Scamozzijevega nadzora se je ponovno odprla razprava o višini stavbe. Ko je bilo Sansovinu prvič naročeno 14. julija 1536, je projekt izrecno zahteval trinadstropno gradnjo, podobno nedavno obnovljeni Procuratie Vecchie na severni strani trga svetega Marka. Toda do 6. marca 1537, ko je bila sprejeta odločitev, da se knjižnica umesti v novo stavbo, je bil načrt opuščen v korist enega nadstropja nad pritličjem. Scamozzi je kljub temu priporočil, da se knjižnici doda nadstropje. Inženirji so bili poklicani, da ocenijo obstoječo podlago, da ugotovijo, ali lahko prenese dodatno težo. Zaključki so bili dvoumni in na koncu je bilo leta 1588 sklenjeno, da bo knjižnica ostala le z dvema nadstropjema.

### Arhitektura
Za zgornje nadstropje je značilna vrsta Serlianov (beneških oken), tako imenovanih, ker je arhitekturni element ponazoril in opisal Sebastiano Serlio v svoji Tutte l'opere d'architettura et propetiva, razpravo v sedmih zvezkih za renesančne arhitekte in znanstvene mecene. Element, ki ga je pozneje populariziral arhitekt Andrea Palladio, je znan tudi kot paladijansko okno. Zgleduje se po starodavnih slavolokih, kot je  Konstantinov slavolok, in je sestavljen iz visoko obokane odprtine, ki jo obkrožata dve krajši stranski odprtini, na vrhu preklad, podprta s stebri. Od svojih dni v Firencah je Sansovino verjetno poznal Serlia, saj ga je opazoval v tabernaklju trgovskega ceha, delo Donatella in Michelozza (ok. 1423) na fasadi cerkve Orsanmichele. Nedvomno bi med svojim rimskim bivanjem videl tristransko okno Donata Bramanteja v Sala Regia v Vatikanu in morda se je zavedal nimfeja iz 16. stoletja v Genazzanu pri Rimu, ki se pripisuje Bramanteju, kjer je Serlian umeščen v serijo. Pri Marciani je Sansovino sprejel Serlianov prototip iz Orsanmichela, ki ima ozke stranske odprtine, ki pa so od visoke odprtine ločene z dvojnimi stebri, postavljenimi drug za drugim. Ta rešitev ozkih stranskih odprtin je zagotovila večjo trdnost konstrukcijskih sten, kar je bilo potrebno za uravnoteženje pritiska banjastega oboka, prvotno načrtovanega za zgornje nadstropje.
Nad serijo Serlianov  je vrsta velikih jonskih stebrov. Kapiteli z motivom jajčevnikov v ehinusu in plameneče palmete ter maske v obroču so morda neposredno navdihnjeni v Saturnovem templju v Rimu in morda Villa di Poggio a Caiano avtorja Giuliana da Sangalla. Za baze je Sansovino kot znak svoje arhitekturne erudicije sprejel jonsko bazo, kot sta jo neposredno opazila in zabeležila Antonio da Sangallo mlajši in Baldassare Peruzzi v starodavnih ruševinah v Frascatiju. Zamisel o okrašenem frizu nad stebri z girlandami, ki se izmenjujejo z okenskimi odprtinami, je Sansovino že uporabil za dvorišče Palazzo Gaddi v Rimu (1519–1527). Toda vstavljanje oken v friz je že prej uvedel Bramante v Palazzo Caprini v Rimu (1501–1510, porušena 1938) in ga uporabil v Peruzzijevi vili Farnesina v zgodnjem 16. stoletju. V knjižnici se zdi, da poseben vzorec girland s putti temelji na fragmentu sarkofaga iz zgodnjega 2. stoletja, ki pripada zbirki starin kardinala Domenica Grimanija.

#### Pritličje
Pritličje je narejeno po vzoru Marcelijevega gledališča in Koloseja v Rimu. Sestavljeno je iz zaporedja dorskih stebrov, ki podpirajo entablaturo in je prevlečeno z vrsto obokov, ki se naslanjajo na stebre. Kombinacijo stebrov, ki so plasteni nad arkado, je predlagal Bramante za Palazzo di Giustizia (neizvedena), uporabil pa jo je Antonio da Sangallo mlajši za dvorišče Palazzo Farnese (gradnja se je začela 1517). Sansovino se je ob prevzemu rešitve za knjižnico Marciana zvesto držal priporočila Leona Battiste Albertija, da naj bi pri večjih strukturah steber, podedovan iz grške arhitekture, podpiral le entablaturo, medtem ko je treba lok, podedovan iz rimske stenske konstrukcije, podpirati na kvadratnih stebrih, tako da se zdi, da je nastala arkada ostanek »stene, odprte in prekinjene na več mestih«.
Po besedah arhitektovega sina Francesca se je o Sansovinovi zasnovi vogala dorskega friza veliko razpravljalo in občudovalo zaradi zvestega spoštovanja načel starorimske arhitekture, kot jih je opisal Vitruvij v De architectura. Ta načela so zahtevala, da je triglif centriran nad zadnjim stebrom, nato pa mu sledi polovica metope, vendar je bilo prostora premalo. Brez ohranjenih klasičnih primerov, ki bi jih vodili, so se Bramante, Antonio da Sangallo mlajši, Rafael in drugi veliki renesančni arhitekti spopadali z dilemo in izvajali različne ideje, od katerih nobena ni zadostila Vitruvijevemu izreku. Sansovinova rešitev je bila podaljšati konec friza z umestitvijo zadnjega pilastra na širši slop in tako ustvariti prostor, potreben za popolno polovično metopo. Francesco Sansovino pripoveduje, da je njegov oče dodatno senzacionaliziral zasnovo. tako, da je izzval vodilne arhitekte v Italiji, da rešijo problem, in nato zmagoslavno razkrije svojo lastno rešitev.

#### Rezbarije
Namesto dvodimenzionalne stene je fasada zasnovana kot skupek tridimenzionalnih strukturnih elementov, vključno s slopi, arkadami, stebri in entablaturami, ki so plasteni drug na drugega, da ustvarijo občutek globine, ki je povečana z obsežnimi površinskimi rezbarijami. Te so delo Sansovinovih sodelavcev, med njimi so bili: Danese Cattaneo, Pietro da Salò, Bartolomeo Ammannati in Alessandro Vittoria. Moške figure v visokem reliefu se nahajajo v spandrelih v pritličju. Z izjemo loka, ki ustreza vhodu v knjižnico, kjer Neptun drži trizob in Eol z jadrom, napolnjenim z vetrom, te figure predstavljajo alegorije nespecifičnih rek, za katere so značilni rog izobilja in žare z izstekajočo vodo. Povečani ključni kamni lokov v pritličju se izmenjujejo med levjimi glavami in glavami poganskih božanstev (Cerera?, Pan, Apolon, Diana, Merkur, Minerva, Venera, Mars, Junona?, Jupiter, Saturn in Fan). V nizkem reliefu imajo podloki bodisi mitološke prizore, ki so večinoma povezani z božanstvom v ključnem kamnu, bodisi groteske. V zgornjem nadstropju so na vretenah alegorične ženske figure s krili. Te so v srednjem reliefu in tako ustvarjajo iluzijo, da so dlje od gledalca. Pokončne strukturne osi, sestavljene iz zaporedja stebrov in podstavkov, postajajo postopoma lažje. Vse to služi za poudarjanje navpičnosti in protiutež dolgemu horizontalnemu zaporedju arkad.
Balustrado zgoraj prekrivajo kipi poganskih božanstev in ovekovečenih junakov antike. Na to rešitev za strešno linijo, ki jo je zgradil Scamozzi med letoma 1588 in 1591 po Sansovinovem načrtu, so morda vplivali Michelangelovi načrti za Kapitolski grič v Rimu in je morda pozneje navdihnila Scamozzijevo lastno delo v Teatro Olimpico v Vicenzi. Med kiparji so bili Agostino in Vigilio Rubini, Camillo Mariani, Tiziano Aspetti in Girolamo Campagna. Sčasoma je bilo več prvotnih kipov erodiranih ali kako drugače poškodovanih in nazadnje zamenjanih s kipi, ki niso vedno skladni s prvotnimi.
Učinek knjižnice na splošno je, da je bila celotna fasada okrašena z arheološkimi artefakti. Kipov in rezbarij je veliko in ni večjih površin navadnih zidov. Poleg obilice klasičnih dekorativnih elementov – obeliskov, glave na ključnih kamnih, figuric in reliefov – dorski in jonski red, vsak z ustreznim frizom, vencem in podstavkom, sledita starorimskim prototipom, kar daje stavbi občutek pristnosti. Razmerja pa ne spoštujejo vedno vitruvijevskih kanonov. Scamozzi, togi klasicist, je bil kritičen do obokov v pritličju, ki veljajo za pritlikave in nesorazmerne, ter do prevelike višine jonske entablature glede na stebre. Kljub temu so klasične reference zadostovale zadovoljiti željo Benečanov po posnemanju velike antične civilizacije in predstaviti svoje mesto kot naslednika rimske republike. Hkrati pa zasnova spoštuje številne lokalne gradbene tradicije in se usklajuje z gotsko Doževo palačo preko skupne uporabe istrskega apnenca, dvonadstropnih arkad, balustrad in dovršenih strešnih linij.

### Notranjost
Knjižnica je zgodovinsko zasedala zgornje nadstropje, pritličje pa je bilo oddajano trgovinam, kasneje pa kavarnam kot vir prihodkov prokuristom. Pozlačene notranje sobe so okrašene z oljnimi slikami mojstrov beneškega manierističnega obdobja, vključno s Tizianom, Tintorettom, Paolom Veronesejem in Andreo Schiavonejem. Nekatere od teh slik prikazujejo mitološke prizore, ki izhajajo iz zapisov klasičnih avtorjev: Ovidove Metamorfoze in Fasti, Apulejev Zlati osel, Nonnova Dionisiaca, Martanus Capella (ali  De nuptiis Philologiae et Mercurii - O poroki Filologije in Merkurja’’) in Suda. V mnogih primerih so te zgodbe o poganskih božansvih uporabljene v metaforičnem smislu na podlagi zgodnjekrščanskih spisov Arnobija in Evzebija. Druge slike prikazujejo alegorične figure in vključujejo renesančne hieroglife, ki jih sestavljajo simboli rastlin, živali in predmetov s specifičnimi, a skrivnostnimi pomeni. Odražajo posebno zanimanje za ezoteriko hermetičnih spisov in kaldejskih preročišč, ki so navdušili številne humaniste po objavi leta 1505 Horapolonove knjige Ἱερογλυφικά (Hieroglyphica), knjige, ki jo je leta 1419 odkril Cristoforo Buondelmonti in  se je verjelo, da je kjuč staroegipčanskih hieroglifov.[113]
Ikonografski viri so različni in vključujejo slovar simbolov Pieria Valeriana, Hieroglyphica (1556); priljubljene knjige o emblemih, kot sta Emblematum Liber (1531) Andrea Alciatija in Symbolicarum quaestionum de universo genere Achilla Bocchija (1555); vedeževalska igra Le ingeniose sorti (1540) Francesca Marcolinija da Forlì; pa tudi mitografski priročnik za slikarje Vincenza Cartarija Imagini colla sposizione degli dei degli antichi (1556). "Mantegna Tarocchi" karte so bile uporabljene kot ikonografski viri za upodobitve svobodnih umetnosti in muz na stopnišču. 
Čeprav ima več podob posebno pedagoško funkcijo, ki je namenjena oblikovanju zmernih in odločnih vladarjev ter vzgajanju lastnosti predanosti dolžnosti in moralne odličnosti plemeniti mladini, ki je študirala v knjižnici, pa celoten dekorativni program odraža zanimanje beneške aristokracije za filozofijo kot intelektualno prizadevanje in v širšem smislu naraščajoče zanimanje za platonsko filozofijo kot enega od osrednjih tokov renesančne misli. Konceptualno je organiziran na podlagi neoplatonskega vzpona duše in potrjuje, da je iskanje znanja usmerjeno v doseganje božanske modrosti. Stopnišče v veliki meri predstavlja življenje utelešene duše v zgodnjih fazah vzpona: prakticiranje kardinalnih vrlin, preučevanje in kontemplacija čutnega sveta v njegovi množici in harmoniji, preseganje zgolj mnenj (Dóxa) skozi dialektiko in katarza. Čitalnica ustreza nadaljnjemu potovanju duše znotraj intelektualnega področja in prikazuje vrhunec vzpona s prebujanjem višje, intelektualne duše, ekstatično združitvijo in razsvetljenjem. Program doseže vrhunec s predstavitvijo idealnega Platonovega stanja, ki temelji na transcendentnem razumevanju višje realnosti. Z asociacijo se namiguje, da je Beneška republika sama paradigma modrosti, reda in harmonije.

#### Stopnišče
Stopnišče sestavljajo štiri kupole (Kupola etike, Kupola retorike, Kupola dialektike in Kupola poetike) in dve skali, katerih vsak obok je okrašen z enaindvajsetimi podobami izmeničnih štiričrtnih štukatur Alessandra Vittoria in osmerokotne freske Battista Franca (prvi let) in Battista del Moro (drugi let). Sansovino je ob vhodu in na podestih ponovil serlijanski element s pročelja, pri čemer je uporabil starodavne stebre iz dotrajane bizantinske cerkve Santa Maria del Canneto iz 6. stoletja v Pulju na istrskem polotoku.

#### Preddverje
Preddverje je bilo zasnovano kot predavalnica javne šole svetega Marka. Šola, ustanovljena leta 1446 za usposabljanje javnih uslužbencev za vojvodsko pisarno, se je sprva osredotočala na slovnico in retoriko. Z dodatkom drugega lektorata za poezijo, govorništvo in zgodovino leta 1460 se je razvila v humanistično šolo, predvsem za sinove plemičev in meščanov. Med italijanskimi humanisti, ki so tam poučevali, so bili George of Trebizond, Giorgio Valla, Marcantonio Sabellico, Raphael Regius in Marco Musuro. V preddverju so od leta 1560 do razpustitve akademije zaradi stečaja naslednje leto potekala tudi srečanja Accademia Veneziana.
Prostor je bil prvotno obložen z lesenimi klopmi, ki jih je prekinjala govornica, ki je stala pod osrednjim oknom zahodne stene. Od leta 1591 jo je Vincenzo Scamozzi preoblikoval v javno dvorano kipov, da bi prikazal zbirko antičnih skulptur, ki jih je Giovanni Grimani leta 1587 podaril Beneški republiki. Od prvotne dekoracije je ostal le strop z iluzionističnim tridimenzionalnim okrasjem Cristofora in Stefana De Rose iz Brescie (1559). Tizianova osmerokotna slika v središču je bila najpogosteje opredeljena kot poosebljenje Modrosti ali Zgodovine. Drugi predlogi vključujejo poezijo, filozofijo, retoriko in ljubezen do pisem.

#### Čitalnica
Sosednja čitalnica je imela prvotno na sredini 38 miz, razporejenih v dve vrsti, na katere so bili glede na tematiko priklenjeni dragoceni kodeksi. Med okni so bili namišljeni portreti velikih mož antike, 'filozofov', ki jih je prvotno spremljal identifikacijski napis. Podobni portreti so bili v preddverju. Sčasoma pa so te slike preselili na različna mesta v knjižnici in na koncu leta 1763 v Doževo palačo, da bi ustvarili stenski prostor, potreben za več knjižnih polic. Zaradi tega so se nekateri izgubili skupaj z vsemi identifikacijskimi napisi. Deset ohranjenih je bilo vrnjenih v knjižnico v začetku 19. stoletja in združenih z drugimi slikami leta 1929. Od 'filozofov' je bil verodostojno identificiran le Tintorettov Diogen (Diogen iz Sinope). 
Strop čitalnice je okrašen z 21 okroglimi oljnimi slikami Giovannija de Mia, Giuseppeja Salviatija, Battiste Franca, Giulia Licinia, Bernarda Strozzija, Giambattiste Zelottija, Alessandra Varotarija, Paola Veroneseja in Andrea Schiavoneja. Vstavljene so v pozlačen in poslikan lesen okvir skupaj z 52 groteskami Battiste Franca. Sliki Bernarda Strozzija in Alessandra Varotarija sta zamenjava prejšnjih rondelov iz leta 1635, Giulio Licinio in Giambattista Zelotti, ki sta bila nepopravljivo poškodovana zaradi infiltracij vode. Izvirni rondeli so bili naročeni leta 1556.
Čeprav sta prvotnih sedem umetnikov uradno izbrala Sansovino in Tizian, je njun izbor za uradno in prestižno naročilo, kot je knjižnica, nakazoval vzpon Grimanov in tistih drugih družin v aristokraciji, ki so ohranjale tesne vezi s papeškim dvorom in katerega umetniške preference so se posledično nagibale k manierizmu, kot se je razvijal v Toskani, Emiliji in Rimu. Umetniki so bili večinoma mladi in inovativni. V svojih umetniških slogih so bili predvsem v tujini usposobljeni in bistveno izven beneške tradicije, nanje so vplivali trendi v Firencah, Rimu, Mantovi in Parmi, zlasti dela Michelangela, Giulija Romana in Parmigianina. Posledično so rondele, ki so jih izdelali za strop čitalnice, v različni meri značilni poudarek na črtni risbi, večja kiparska togost in umetne poze figur ter celostne dramske kompozicije. Kljub temu kažejo vpliv beneške slikarske tradicije tako pri barvanju kot v čopiču.
Za posamezne rondele so bili sčasoma predlagani različni in nasprotujoči si naslovi. Najzgodnejši naslovi, ki jih je Giorgio Vasari predlagal za tri rodele Veroneseja, vsebujejo vidne napake in celo naslove in vizualne opise, ki jih je podal Francesco Sansovino, sin od Francesca Sansovina. arhitekt, saj je vseh 21 rondelov pogosto nenatančnih ali netočnih.

## Poznejša zgodovina

### Beneška uprava
Čeprav so prokuratorji obdržali odgovornost za stavbo knjižnice, je Svet desetih leta 1544 skrbništvo nad zbirko dodelil riformatori dello studio di Padova, izobraževalnemu odboru senata. Riformatori so bili ustanovljeni leta 1517 in so bili prvotno zadolženi za ponovno odprtje Univerze v Padovi po njenem zaprtju v letih vojne za Cambrai. To je vključevalo popravilo fizičnih poškodb na stavbah, najem novih profesorjev in organizacijo tečajev. Sčasoma je njihova vloga zajela tako rekoč vse vidike javnega izobraževanja. Pod riformatorji je bila zbirka prvič katalogizirana (1545). Izvedene so bile priprave za selitev rokopisov in knjig iz zgornjega nadstropja cerkve sv. Marka v novo stavbo: datum veljavnosti prenosa ni znan iz nobenih ohranjenih dokumentov, vendar se je moral zgoditi med letoma 1559 in 1565, verjetno pred julijem  1560. Za izposojo dragocenih kodeksov je Svet desetih določil strožje pogoje, ki so vključevali zahtevo po vlogi v zlatu ali srebru v višini 25 dukatov. Znesek, ki je bil že precejšen, se je leta 1558 povečal na 50 dukatov.
Od leta 1558 so riformatorji imenovali knjižničarja, dosmrtno izbranega patricija. Toda leta 1626 je senat ponovno prevzel neposredno odgovornost za imenovanje knjižničarja, katerega mandat je Veliki svet leta 1775 omejil na tri leta. Razen redkih izjem so bili knjižničarji običajno izbrani izmed prokuristov svetega Marka.
Reforma iz leta 1626 je uvedla položaje skrbnika in spremljevalca, oba podrejena knjižničarju, z zahtevo, da skrbnik tekoče obvlada latinščino in grščino. Za splošno urejenost knjižnice je skrbel spremljevalec, izbirali pa so ga prokurist, riformatorji in knjižničar. O imenovanju skrbnika, doživljenjskem imenovanju, ni bilo podanih nobenih navedb do leta 1633, ko je bilo predpisano, da so volitve v pristojnosti riformatorjev v soglasju s knjižničarjem. Odgovornost za odpiranje in zapiranje knjižnice je pripadla skrbniku: določeni so bili odpiralni dnevi (ponedeljek, sreda in petek zjutraj), medtem ko je bil prej dostop le po dogovoru. Skrbnik je pomagal bralcem, vključno z mednarodnimi učenjaki, ki jih je pritegnil pomen rokopisov. Med njimi so bili na primer Willem Canter, Henry Savile, Jacques Gaffarel in Thomas van Erpe.

Skrbnik je imel dodatno nalogo, da je knjižnico razkazal tujcem, ki so jo obiskali predvsem zaradi občudovanja stavbe in rokopisov in v svojih potopisnih dnevnikih komentirali veličastnost stavbe, kipov, slik in samih kodeksov. Med njimi so bili predvsem angleški potopisci Thomas Coryat, francoski arheolog Jacob Spon, francoski arhitekt Robert de Cotte in nemški umetnostni zgodovinar Johann Joachim Winckelmann.
 »Resnično je lepota te knjižnice taka zaradi opazne veličastnosti stavbe in občudovanja vredne raznolikosti knjig vseh znanosti in jezikov, da ne verjamem nobeni od tistih znamenitih knjižnic v starih časih, ki so jih tako slavili vredni zgodovinarji, niti kraljevi knjižnici Ptolomies iz Aleksandrije, ki jo je požgal Julij Cezar, ne tiste kralja Evmena v Pergamonu v Grčiji, ne Avgusta, njegovega Palatina v Rimu, ne Trajanova Ulpiana, ne tiste Serenus Sammonicus, ki jo je zapustil cesar Gordianua mlajši, niti kkatera druga na celem svetu pred časom izuma tiska, ki bi se lahko primerjala s tem Palatinom. Prav tako ji pripisujem toliko, da ji dajem prednost pred vsemi plemenitimi knjižnicami, ki sem jih videl na svojih potovanjih. — Thomas Coryat, Coryat's Crudities
Leta 1680 je senat sprejel priporočilo knjižničarja, bodočega doža Silvestra Valierja (knjižničar 1679–1694, dož 1694–1700), da kodekse bolje zaščiti tako, da jih odstrani iz verig in postavi v omare. Namesto prejšnjih klopi so bile postavljene štiri velike mize za posvet. Nadalje je bilo sklenjeno, da se izposoja omeji, vendar naj bi bila knjižnica zdaj odprta vsak dan.
Razvoj knjižnične znanosti v 18. stoletju je povzročil povečana prizadevanja za organizacijo in zaščito rokopisov. Pod vplivom pomembnih kraljevih knjižnic, predvsem v Parizu in na Dunaju, so bile vezi vseh rokopisov standardizirane, dodani pa so bili identifikacijski ex libris, ki poudarjajo enotnost in prestiž celotne zbirke ter njeno lastništvo republike. Sodobne kataloge je sestavil znanstveni skrbnik Antonio Maria Zanetti. Ti katalogi, natisnjeni v letih 1740 in 1741, so se v veliki meri držali bibliografskih smernic Bernarda de Montfaucona za knjižnico Henry-Charlesa de Coislina, škofa v Metzu, in identificirali oznako police vsakega rokopisa skupaj z navedbo njegove starosti in izvora, fizični opis in seznam besedil, ki jih vsebuje.

### Francoska in Avstrijska uprava
Po padcu Beneške republike pod Francoze leta 1797 je položaj knjižničarja, tako kot pri vseh državnih uradih, prenehal obstajati. Skrbnik Jacopo Morelli je privzeto postal knjižničar. Ime knjižnice je bilo na kratko spremenjeno v Biblioteca nazionale pod francosko okupacijo (maj 1797 – januar 1798), vendar se je v času prvega obdobja avstrijske vladavine (1798–1805) vrnilo v Libreria pubblica di san Marco. V drugem obdobju francoske dominacije (1805–1814) je bila imenovana Regia Biblioteca di Venezia (Kraljeva knjižnica Benetke).
Leta 1811 je bila celotna zbirka premeščena v nekdanjo dvorano velikega sveta v Doževi palači, ko je bila knjižnica kot stavba skupaj s sosednjim Procuratie Nuove preurejena v uradno rezidenco vicekralja Napoleonskega kraljestva Italija. Stavba, imenovana Libreria vecchia (Stara knjižnica), je v tej funkciji še naprej služila v drugem obdobju avstrijske vladavine (1814–1866), medtem ko je zbirka, ki je bila še vedno v Doževi palači, postala Biblioteca Reale di S. Marco di Venezia (Kraljeva knjižnica svetega Marka v Benetkah).

### Italijanska uprava
Leta 1876, po tretji italijanski vojni za neodvisnost in priključitvi Benetk Kraljevini Italiji, je bila Marciana določena kot nacionalna knjižnica, naslov, ki priznava zgodovinski pomen knjižnice, vendar ne vključuje posebne pravne jurisdikcije znotraj italijanskega knjižničnega sistema. Več drugih knjižnic si deli ta naslov, vendar le dve, knjižnica v Rimu in v Firencah, predstavljata nacionalno osrednjo knjižnico z zahtevo po obveznem izvodu za vse publikacije, natisnjene v Italiji. Marciana prejme izvode knjig, ki jih natisnejo lokalne založbe.
Zbirka je bila leta 1904 prestavljena iz Doževe palače v Zecco, nekdanjo kovnico. Je italijanska nacionalna lastnina, knjižnica pa je državna knjižnica, ki je odvisna od Splošne direktive za knjižnice in avtorske pravice (Direzione Generale Biblioteche e Diritto d'Autore) Ministrstva za kulturno dediščino ter dejavnosti in turizem (Ministero per i Beni e le Attività Culturali e per il turismo). Splošna smer zagotavlja finančno podporo in administrativno pomoč. Osrednji inštitut za arhivsko in knjižno patologijo (Istituto Centrale per la Patologia degli Archivi e del Libro) posebej daje smernice glede ohranjanja in restavriranja pergamenta in papirja. Marciana sodeluje tudi pri Narodni knjižnični službi Italije, ki si prizadeva standardizirati katalogizacijo med javnimi, zasebnimi in univerzitetnimi knjižnicami prek Centralnega inštituta za zvezni katalog italijanskih knjižnic in za bibliografske informacije (Istituto centrale per il catalogo unico delle biblioteche italiane e per le informazioni bibliografiche). To vključuje oblikovanje enotne baze podatkov za zbirke, ki jih hranijo različne institucije.
Pod Italijo je 'Libreria vecchia' prešla na italijansko krono, ki je leta 1919 prepustila lastništvo državi. Marciana je prešla v last zgodovinskih prostorov knjižnice leta 1924. Ti so bili obsežno obnovljeni in so bili leta 1929 ponovno odprti za javnost kot muzej.

## Zbirke
Beneška vlada je na posest dragocenih kodeksov gledala kot na vir državljanskega ponosa in prestiža republike. Na začetku je bilo malo storjenega za olajšanje javnega dostopa do knjižnice ali izboljšanje storitev bralcem. Popisi so se izvajali občasno, vendar ni bila vzpostavljena politika pridobivanja za nadaljnje povečevanje zbiranja. Pred popisom leta 1575 sta v knjižnico prišla le dva nova rokopisa, oba darilo. Čeprav je bil leta 1603 storjen poskus povečanja knjižničnega fonda s pravno zahtevo, da se kopije vseh knjig, natisnjenih na ozemlju Beneške republike, odslej deponirajo v Marciano, je zakon imel majhen začetni učinek zaradi slabega izvrševanja. Podobno zanemarjen je bil odlok senata iz leta 1650, ki je zahteval, da prokuristi letno namenjajo sredstva za nabavo novih knjig. Kljub temu se je leta 1589 začela vrsta individualnih zapuščin in sčasoma močno razširila zbirko. Od začetka 18. stoletja se je vse bolj uveljavljala tudi zahteva, da tiskarji deponirajo kopije novih knjig. Poleg tega je senat od leta 1724 dalje dodeljeval letna sredstva za nabavo na novo natisnjenih tujih knjig, da bi zagotovil ažurnost zbirke. Istočasno je knjižnica začela prodajati knjige zanemarljivega pomena ali majhne vrednosti, predvsem knjige, ki so jih obvezno deponirali tiskarji, in nato z izkupičkom odkupovala dela kulturnega pomena, da bi ohranila kakovost celotne zbirke.

### Bessarionova knjižnica
Zasebna knjižnica kardinala Bessariona predstavlja zgodovinsko jedro Marciane. Poleg liturgičnih in teoloških besedil je Bessarionova knjižnica sprva odražala njegova posebna zanimanja za starodavno grško zgodovino, platonsko filozofijo in znanost, zlasti astronomijo. Nekaj teh besedil je prinesel Bessarion, ko je prispel v Italijo (1438) na koncil v Firencah; druga so bila poslana neznano kdaj pozneje iz beneškega mesta Modone (Metoni, Mesenija), blizu Mistre, kjer je Bessarion študiral pri Gemistu Pletho. Med zgodnjimi kodeksi so bila dela Cirila Aleksandrijskega, Evklida, Ptolemaja in Strabona, od katerih so bila nekatera redka, če ne celo neznana, v Zahodni Evropi. Bessarion je bil leta 1440 povzdignjen v kardinalata in je užival več finančnih sredstev in dodal pomembne kodekse, vključno z dragocenimi rokopisi Aleksandra Afrodizijskega iz 10. stoletja in Ptolemajev Almagest, ki so nekoč pripadali knjižnici papeža Bonifacija VIII.
Okoli leta 1450 je Bessarion začel postavljati svoj cerkveni grb na svoje knjige in dodeljevati oznake na policah, kar kaže, da zbirka ni več omejena na osebno rabo, ampak da namerava ustvariti trajno knjižnico za učenjake. Leta 1454 je po padcu Konstantinopla pod osmanske Turke (1453) in posledičnem opustošenju zadolžil Mihaela Apostolija in atenskega škofa Teofana, da poiščeta in kupita posebna dela po vsej Grčiji, predvsem v Adrianoplu, Atenah, Solunu, Aenosu, Gallipoliju in Konstantinoplu, s ciljem ohraniti spise klasičnih grških avtorjev in literaturo Bizanca. Ustanovil je tudi skriptorij na Kreti pod vodstvom Apostolija, kjer so najeti pisarji prepisovali besedila, ki jih ni bilo mogoče najti za nakup. Podoben skriptorij je obstajal v njegovi rimski rezidenci, kjer so bila prepisana druga besedila. Veliko izvirnikov je bilo v ta namen izposojenih iz samostana Santa Croce di Fonte Avellana (Marke) in iz več bazilijanskih samostanov v južni Italiji, od katerih je bil Bessarion leta 1446 imenovan za zaščitnika in apostolskega vizitatorja. Med njimi so bila njegova odkritja Posthomerica |Kvinta iz Smirne in Colutusova Ugrabitev Helene, ki bi bila sicer izgubljena zaradi osmanske invazije na Otrant in uničenja samostanske knjižnice San Nicola di Casole (Apulija ) leta 1480. Kopije Avguštinovega celotnega dela so bile naročene pri knjigarju Vespasiano da Bisticci.
Bessarion je pridobil več del od Giovannija Aurispe in kasneje od svojega nečaka in dediča Narda Palmierija. Ta dela vključujejo Anthologia Planudea, ki vsebuje 2400 grških pesmi, edino avtografsko kopijo komentarja Homerjeve Odiseje Evstatija Solunskega, govor Demostena, Rimsko zgodovino Kasija Diona, Fotijevo Bibliotheca in edino ohranjeno kopijo Deipnosophistae. Ateneja iz Naukratije. "Venetus A" in "Venetus B", najstarejša besedila Homerjeve Iliade, s stoletji scholia, sta bila morda pridobljena iz Aurispe.
Hkrati je Bessarion sestavil vzporedno zbirko latinskih kodeksov z relativno prevlado del iz patrologije, filozofije (predvsem srednjeveške platonske in aristotelove tradicije), zgodovine, matematike in književnosti. Nekatere od teh so bile kupljene med njegovim bivanjem v Bologni (1450–1455) ali kopirane iz izvirnikov v San Giovanni Evangelista (Ravena), vključno z deli Kvintilijana, Laktancija, Avguština in Hieronima. Za Bessariona so bili še posebej zanimivi latinski zgodovinopisci. Med njimi sta bila Tit Livij in Tacit. Latinski kodeksi so vključevali tudi prevode grških del, ki jih je naročil Bessarion. Med njegovim poslanstvom v Nemčiji (1460–1461) so bili kupljeni tudi drugi latinski kodeksi, zlasti eksegetska in teološka dela Nikolaja iz Lire in Viljema iz Auvergne.
Proti koncu njegovega življenja so bile tiskane knjige vse bolj dostopne in Bessarion je začel svoji knjižnici dodajati inkunabule, predvsem iz tiskarne Arnolda Pannartza in Konrada Sweynheima v Rimu. Te knjige so vključevale dela Cicerona, Plutarha, Plinija, Kvintilijana in Tomaža Akvinskega ter latinski prevod Bessarionovega lastnega dela v obrambo Platona, Adversus calumniatorem Platonis (1469).
Biblioteca Marciana ima zdaj 548 grških kodeksov, 337 latinskih kodeksov in 27 inkunabul, ki so nekoč pripadale kardinalu Bessarionu. Med temi so kodeksi z deli srednjeplatonskih in neoplatonističnih avtorjev, od katerih mnogi predstavljajo najpomembnejši, če ne celo edini ohranjen vir za njihove spise.